# Hoàng thất lá hẹp
Hoàng thất lá hẹp (danh pháp khoa học: Erechtites hieracifolia) là một loài thực vật có hoa trong họ Cúc. Loài này được (L.) Raf. mô tả khoa học đầu tiên năm 1821.